# 파올라 레이
파올라 레이(Paola Rey, 1979년 12월 19일 ~ )는 콜롬비아의 배우, 모델이다.